# Olethrius insularis
Olethrius insularis is een kever uit de familie van de boktorren (Cerambycidae). De wetenschappelijke naam van de soort werd, als Mallodon insularis, voor het eerst geldig gepubliceerd in 1850 door Léon Marc Herminie Fairmaire.